# Los del Espacio
«Los del Espacio» es una canción de los cantantes argentinos Lit Killah, Tiago PZK, María Becerra, Duki, Emilia, Rusherking y FMK y del productor argentino Big One. Fue lanzado el 1 de junio de 2023 a través de Warner Music Latina. La canción lleva el nombre del supergrupo formado por dichos artistas.
La canción fue un éxito y llegó al top 20 en siete países, incluida Argentina, donde encabezó la lista del Billboard Argentina Hot 100.

## Antecedentes
El grupo de «Los del Espacio» se formó en la cuarentena por la pandemia del COVID-19, en el 2020, cuando Lit Killah estrechó su amistad con Tiago PZK, FMK y Rusherking y se mudaron juntos y comenzaron a componer música. Su primera canción fue "Además de mí (Remix)", interpretada por Rusherking, Tiago PZK, Lit Killah, Duki y María Becerra, que encabezó el Billboard Argentina Hot 100 y se ubicó en el Billboard Global 200 en la posición 98.
A finales de mayo de 2023, los cantantes comenzaron a insinuar una posible colaboración en sus redes sociales, pero por separado. María Becerra y Duki anunciaron que lanzarían una canción el 30 de junio, seguido de Rusherking y Tiago PZK con la misma fecha y finalmente otro anuncio entre Lit Killah y Emilia. Interactuaron en sus respectivas cuentas como parte de un plan del grupo para "engañar a los fanáticos locos", según Lit Killah: "Creo que la gente ni se lo esperaba cuando lo estábamos anunciando y por eso también se nos ocurrió un poquito de hacer los posteos que yo hacía con Emilia, y Duki con Maria y todo eso, como para que la gente esté lejos de adivinar de qué era el tema de todos nosotros”. Finalmente, la canción fue anunciada el 30 de mayo.

## Composición
«Los del Espacio» tiene una duración de cinco minutos y 38 segundos. Fue compuesta por todos los miembros del supergrupo y producida y masterizada únicamente por Big One.

## Video musical
El video musical fue estrenado junto con la canción en el canal de YouTube de Lit Killah el 1 de junio de 2023. En el, se puede ver a los artistas interpretando sus partes y versos vestidos de diferentes colores y escenarios, incluyendo: Duki de rojo, Emilia de rosa, Tiago PZK de negro, FMK de violeta, Lit Killah de verde, Rusherking de gris, Maria Becerra de azul, y Big One también de negro tocando como DJ en una sala amarilla junto con todos los intérpretes de la canción.

## Recepción
La canción fue elegida por Laura Coca para Los 40 como una de las diez "súper colaboraciones de música urbana que hicieron historia". Fue descrita como "la colaboración del año" y "una canción histórica".

## Posicionamiento en las listas

### Semanales
| Listas (2023)                 | Mejor posición |
| ----------------------------- | -------------- |
| Argentina (Monitor Latino)    | 2              |
| Argentina Hot 100 (Billboard) | 1              |
| Bolivia (Billboard)           | 5              |
| Bolivia (Monitor Latino)      | 6              |
| Chile (Billboard)             | 2              |
| Chile (Monitor Latino)        | 2              |
| Ecuador (Billboard)           | 22             |
| España (PROMUSICAE)           | 3              |
| Global 200 (Billboard)        | 38             |
| Global Excl. US (Billboard)   | 17             |
| Paraguay (Monitor Latino)     | 1              |
| Perú (Billboard)              | 6              |
| Perú (Monitor Latino)         | 6              |
| Uruguay (Monitor Latino)      | 1              |

### Mensuales
| Listas (2023)  | Mejor posición |
| -------------- | -------------- |
| Paraguay (SGP) | 2              |
| Uruguay (CUD)  | 1              |

## Certificaciones
| País      | Organismo certificador | Certificación | Ventas certificadas | Ref.   |
| --------- | ---------------------- | ------------- | ------------------- | ------ |
| Argentina | CAPIF                  | 2× Platino    | 40 000              | [ 27 ] |
| España    | PROMUSICAE             | 2× Platino    | 80 000              | [ 18 ] |